# Хидростатика
Хидростатика изучава законе мировања флуида и део је Механике флуида, тачније једне области Механике флуида - хидраулике. Флуид се при мировању налази у „савршеном“ стању јер његова вискозност не долази до изражаја. Наиме, на основу Хипотезе о великој покретљивости (Хипотеза о великој и лакој деформабилности) последица молекуларне микроструктуре течности и гасова је лака покретљивост (течљивост) тако да и врло мале силе изазивају велике деформације. Директне последице ове хипотезе су следеће:
- Смицајни (тангенцијални) напони, односно трење се не јавља у флуиду који мирује. Међутим, иако струјање флуида неминовно изазива, тј. генерише силу трења, у неким случајевима струјања флуида се силе трења могу занемарити у односу на инерцијалне силе, тако да се у тим случајевима може говорити о моделу невискозног флуида ( савршени флуид).
- Из горњег својства долази се до следеће последице исте хипотезе: Међудејство флуида са различитих страна неке површи се остварује искључиво у правцу нормале на површ. Како се напони истезања не могу јавити у флуиду, остаје да се нормални напони своде на притисак.

## Притисак флуида
Притисак флуида је притисак некој тачки унутар флуида, као што су вода и ваздух.
До појаве притиска у флуиду долази у:
1. у отворени системима као што су океани, базени или атмосфера; или
2. у затвореним системима као што су топловод или гасовод.

Притисак у отвореним системима обично се може апроксимирати као притисак у „статичним“ условима (чак и у океанима, где постоје таласи и струје), јер та кретања стварају занемарљиву промену притиска. Таква стања се поклапају са принципима статике флуида. Притисак у било којој тачки флуида који се не креће се назива хидростатички притисак. 
Хидростатички притисак је једнак производу густине флуида у којој је тело зароњено, висина, односно дубини на којој се налази то тело и убрзању земљине теже:

{\displaystyle p=\rho hg}
Ова формула се може добити из основне формуле за притисак:

{\displaystyle p={\frac {F}{S}}}
Пошто је сила {\displaystyle F} једнака производу масе тела и убрзању земљине теже, а маса тела сразмерна густини тела и његовој запремини, онда је притисак у флуидима једнак:

{\displaystyle p={\frac {\rho Vg}{S}}}
Када се запремина и површина тела скрате добије се висина тог тела:

{\displaystyle p=\rho hg}
Затворена тела у флуиду су у „статична“, ако се флуид не креће, или „динамична“, када се флуид може кретати било у цеви било помоћу компресије ваздухом из затвореног компресора. Притисак у затвореним системима се поклапа са принципима динамике флуида. 
Велики допринос у откривању концепата притиска флуида имали су Блез Паскал и Данијел Бернули.

## Примене
- Артезијски извор
- Крвни притисак
- Хидраулична глава
- Стабилност биљне ћелије
- Питагорина посуда